# Руманя Вас
Руманя Вас (словен. Rumanja vas) — поселення в общині Стража, регіон Південно-Східна Словенія, Словенія.